# Chardak

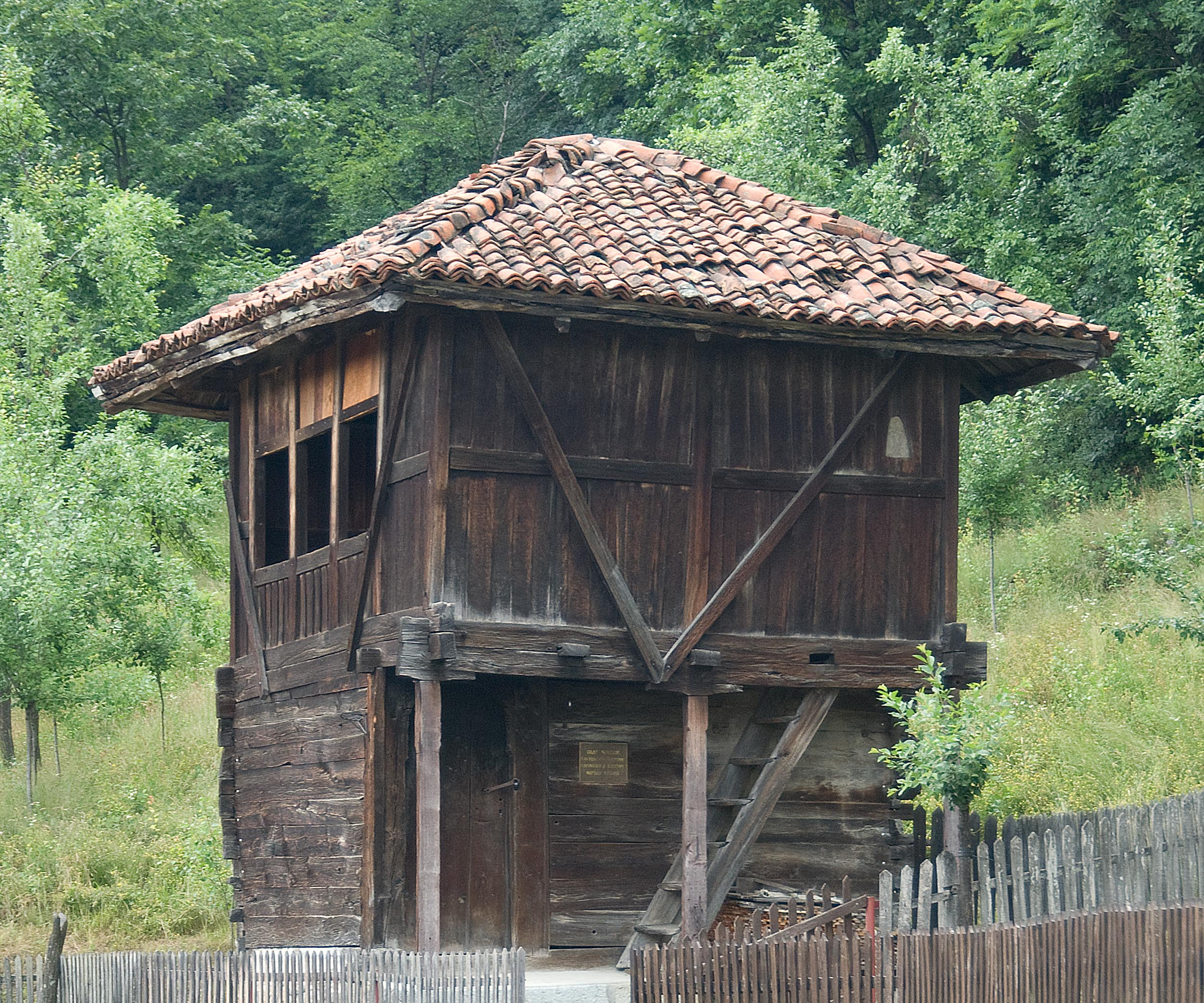
Chardak, 1771

Un chardak (en croata:Čardak, en serbio y búlgaro: Чардак) es una antigua casa típica de los Balcanes. Suele tener una planta inferior amurallada y una superior de madera.  Servía como fortín protector.